# 幻影城 (雑誌)
『幻影城』（げんえいじょう）とは、1975年（昭和50年）から1979年（昭和54年）まで発行されていた日本の小説雑誌である。

## 概要
発行元は、創刊号である1975年2月号から1976年1月号までは絃映社であったが、1976年2月号から最終号の1979年7月号までは、株式会社幻影城であった。書誌研究者としても知られる島崎博が編集長を務めていた。探偵小説専門の雑誌であり、戦前の探偵小説などを多く掲載した。作家ごとに編集された『別冊幻影城』もある（全16冊）。
1975年に始めた幻影城新人賞からは泡坂妻夫、栗本薫、李家豊（田中芳樹)、連城三紀彦、筑波耕一郎らがデビューしている。
また、同誌には1975年の秋に結成された愛読者によるファンクラブ「怪の会」も存在し、宮部みゆき、長谷部史親、縄田一男、よしだまさし、横井司、山前譲、細谷正充らが参加していた。京都にも1976年から愛好者の会「13人の会」があり、横山茂雄、田中義広、芦辺拓らが会員だった。
1978年4月号の「編集後記」では、次号から『幻影城』は研究評論中心の季刊誌とし、新たに小説中心の月刊誌を創刊するという旨が記されたが、しかし、『ブラックホール』と題された新雑誌が刊行されることはなかった。創刊50号記念特大号となった1979年1月号は300ページを超える最大のボリュームとなったものの、次号から休刊。5月号で復刊したが、結局、1979年7月号が最終巻となった。
幻影城に掲載している作家らによる書き下ろし長編の競作が企画されたが、休刊により中止となった。スペースオペラを依頼された田中芳樹が途中まで書いていた『銀河のチェスゲーム』の過去編は『銀河英雄伝説』として徳間書店から刊行された。
2016年、創刊40周年を機に「終刊号」を特別編集、刊行することが決定。この号には、栗本の変名「京堂司」で書かれた4本の短編が掲載された。

## 主な掲載作品
- 竹本健治『匣の中の失楽』